# Conrad Habicht

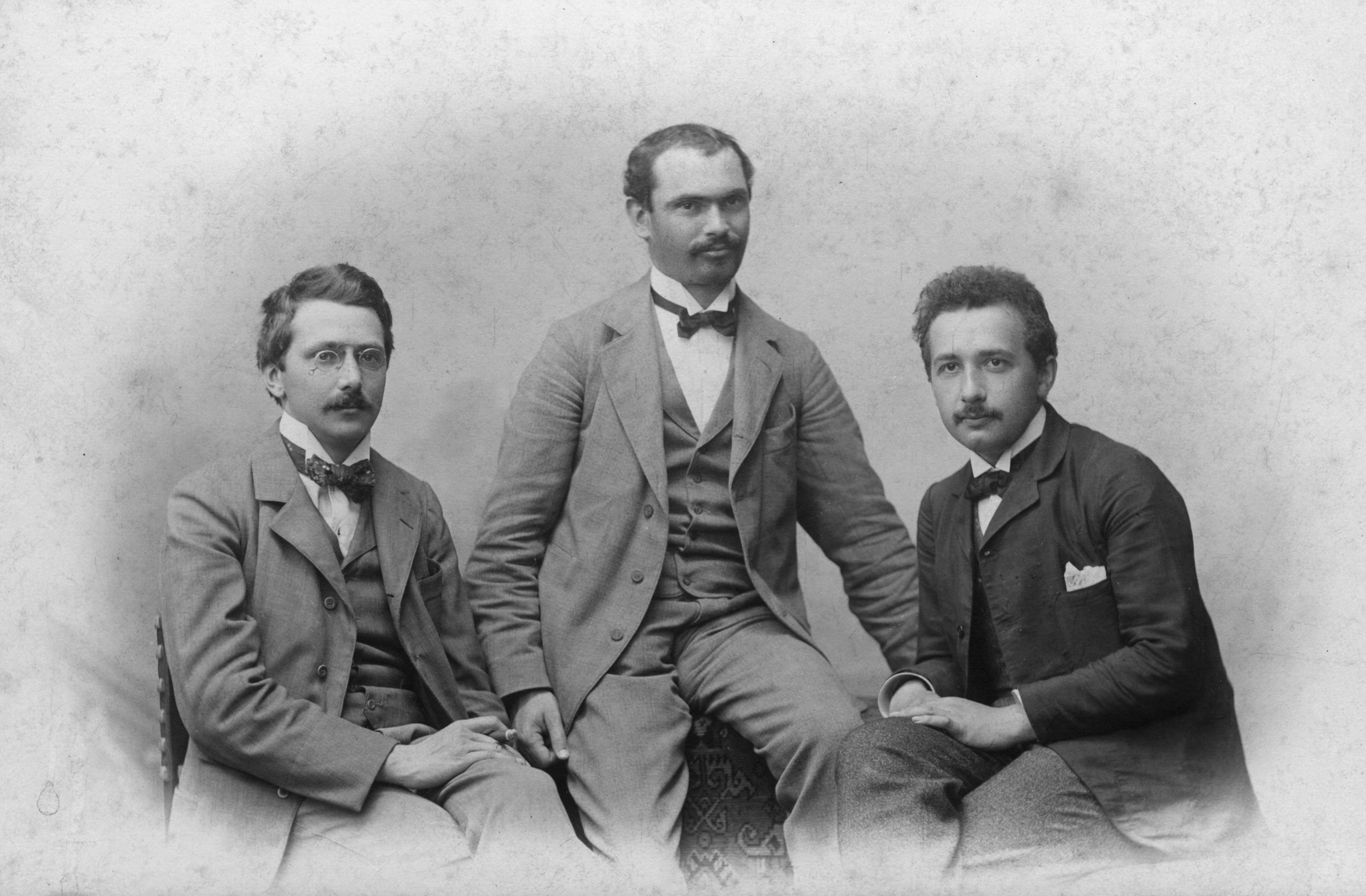
Habicht, Solovine, Einstein (1903, von links)

Johann Conrad Habicht (* 28. Dezember 1876 in Schaffhausen; † 23. Oktober 1958 ebenda) war ein Schweizer Lehrer für Mathematik und Physik, der durch seine Freundschaft mit Albert Einstein bekannt wurde.

## Leben
Conrad Habicht wurde als Sohn des Kaufmanns Johann Conrad Habicht und der Susanna Elisabetha geb. Oechslin im Jahr 1876 in Schaffhausen geboren. 1896 bis 1897 studierte er Philosophie an der Universität Zürich, dann Mathematik und Physik am Eidgenössischen Polytechnikum Zürich. Nachfolgend studierte er bis 1901 in München und Berlin. 1903 folgte die Promotion an der Universität Bern. Ab 1904 war Habicht Lehrer für Mathematik und Physik an der Evangelischen Lehranstalt in Schiers und von 1915 bis 1948 Lehrer an der Kantonsschule Schaffhausen.
Habicht hatte Einstein bereits in Schaffhausen kennengelernt. In den Jahren 1901 bis 1904 trafen sich Albert Einstein, Maurice Solovine und Conrad Habicht zu abendlichen Sitzungen, die sie als Akademie Olympia bezeichneten. Die Treffen endeten, nachdem Habicht 1904 und Solovine 1905 Bern verlassen hatten. Die drei Gesprächspartner aber blieben lebenslang in freundschaftlichem Kontakt.
Habicht war es, dem Einstein im Mai 1905 vier seiner bedeutendsten Arbeiten ankündigte:
Die erste Arbeit handelt über die Strahlung und die energetischen Eigenschaften des Lichtes (die Lichtquantenhypothese)
Die zweite Arbeit ist eine Bestimmung der wahren Atomgröße aus der Diffusion und inneren Reibung. (Einsteins Doktorarbeit)
Die dritte beweist, dass unter Voraussetzung der molekularen Theorie der Wärme in Flüssigkeiten suspendierte Körper [...] eine wahrnehmbare, ungeordnete Bewegung ausführen müssen (über die Brownsche Bewegung)
Die vierte [...] ist eine Elektrodynamik bewegter Körper unter Benützung einer Modifikation der Lehre von Raum und Zeit. (die Spezielle Relativitätstheorie)
1907 bis 1909 arbeitete Conrad Habicht zusammen mit seinem Bruder Paul, einem Ingenieur, an einem Gerät zur Messung sehr kleiner elektrischer Energiemengen, dem Elektrostatischen Potentialmultiplikator. Einstein hatte sich von dem Gerät, das unter dem Namen Habicht-Einstein patentiert wurde, viel erhofft. Das «Maschinchen» wurde aber kein kommerzieller Erfolg.

## Privates
Habicht heiratete 1913 die aus Basel stammende Lehrerin Anna Margaretha Kehlstadt. 1935 bis 1958 war er Direktor des «Musik-Collegiums Schaffhausen» und galt als virtuoser Geigenspieler.